# Lino Böttcher
Lino Böttcher (* 15. Oktober 2000 in Hamburg) ist ein deutscher Synchronsprecher.

## Leben
Lino Böttcher ist der Bruder der Synchronsprecherin Selina Böttcher und der Sohn des Schauspielers Oliver Böttcher und der Synchronsprecherin Jennifer Böttcher. Im Alter von sechs Jahren begann er mit dem Synchronsprechen. Er ging am Emilie-Wüstenfeld-Gymnasium in Hamburg zur Schule.

## Synchronisation (Auswahl)
- 2013: Der kleine Tiger Daniel
- 2016–2018: School of Rock
- seit 2016: Willkommen bei den Louds
- seit 2016: Stranger Things
- 2017: für Lewis Pullman in Vendetta – Alles was ihm blieb war Rache als Samuel (mit 16 Jahren)
- 2021: für Franco Piffaretti in Verschlungene Wege als Dante
- 2022: für Henry Harrison in Thomas & seine Freunde – Alle Maschinen los! als Diesel